# Sleepwalker (comics)
Pour les articles homonymes, voir Sleepwalker.
 (décembre 2012).
Si vous disposez d'ouvrages ou d'articles de référence ou si vous connaissez des sites web de qualité traitant du thème abordé ici, merci de compléter l'article en donnant les références utiles à sa vérifiabilité et en les liant à la section « Notes et références ».
Sleepwalker est un super-héros extra-terrestre appartenant à l'univers de Marvel Comics. Il a été créé par Bob Budiansky en 1991, dans Sleepwalker #1. La série dura 33 épisodes, jusqu'en 1994.
À l'origine, son créateur l'avait appelé l'Alien, mais la sortie du film du même nom lui fit changer ses plans. Sleepwalker est sorti pour concurrencer la série Sandman de DC Comics mais n'eut pas le succès escompté.
En 2004, Marvel tenta une seconde lancée, mais la série s'arrêta au bout d'un épisode avec des ventes désastreuses.

## Origine
Les Sleepwalkers sont des aliens, qui errent dans les rêves, et protègent les humains. Le Sleepwalker de la série fut attiré par son ennemi, surnommé Cobweb, dans les rêves d'un étudiant universitaire new yorkais, Rick Sheridan, où il resta piégé.
Après quelques confrontations avec l'alien, Rick réussit à déchirer l'insigne qui permet aux Sleepwalkers de se téléporter depuis leur monde, le Plan des Rêves. Le résultat lia les deux êtres. Quand Rick dormait, le Sleepwalker pouvait se matérialiser dans la réalité, ou communiquer avec Rick à travers ses rêves. Il rassura le jeune homme sur ses intentions et sa nature, et tous deux cohabitèrent.
Il combattit à plusieurs reprises Eight-ball.

## Pouvoirs
- Le Sleepwalker apparaît quand Rick dort. S'il est blessé, Rick ne subit pourtant aucun dégât. Par contre, Si Rick se réveille, il disparaît tout de suite de la réalité.
- Dans la réalité, le Sleepwalker possède une force surhumaine.
- Il lévite pour se déplacer, mais perd son énergie s'il s'éloigne trop du sol.
- Son pouvoir 'offensif' passe par sa vision. Il peut restructurer les formes de ce qu'il regarde.
- Le Sleepwalker se nourrit de lumière.